# Faraján
Faraján es una villa y un municipio español de la provincia de Málaga, en Andalucía. Está situado al oeste de Málaga, en el Valle del Genal, siendo una de las poblaciones que conforman la comarca de la Serranía de Ronda y uno de los escasos pueblos ubicados casi en llano, sobre la cumbre de una suave colina rodeada de abundante vegetación.
En 2016 cuenta con una población de 265 habitantes.

## Historia
Los orígenes del municipio se remontan a la época árabe cuando Faraján —del árabe فرحان farhān, lugar alegre o deleitoso—, era lugar de reposo y descanso. Tras la conquista cristiana, el pueblo quedó prácticamente abandonado siendo repoblado con familias cristianas. Tras la Guerra de la Independencia contra los franceses (1808-1814), Faraján recibió el título de Villa por su valor y fidelidad.

## Geografía humana

### Demografía
Cuenta con una población de 284 habitantes (INE 2024).
| Gráfica de evolución demográfica de Faraján entre 1842 y 2021                                                         |
| |
| Población de derecho según los censos de población del INE. Población de hecho según los censos de población del INE. |

## Política y administración
La administración política del municipio se realiza a través de un Ayuntamiento de gestión democrática cuyos componentes se eligen cada cuatro años por sufragio universal. El censo electoral está compuesto por todos los residentes empadronados en Faraján mayores de 18 años y nacionales de España y de los restantes Estados miembros de la Unión Europea. Según lo dispuesto en la Ley del Régimen Electoral General, que establece el número de concejales elegibles en función de la población del municipio, la Corporación Municipal de Faraján está formada por 7 concejales.
Se caracteriza por sus casas bajas, blanqueadas. Algunas rodeadas de preciosas flores.

## Festividades
Las fiestas de este pueblo son en agosto durante 4 días.
El primer fin de semana de agosto.

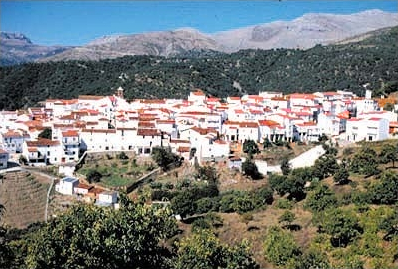
Vista de Faraján
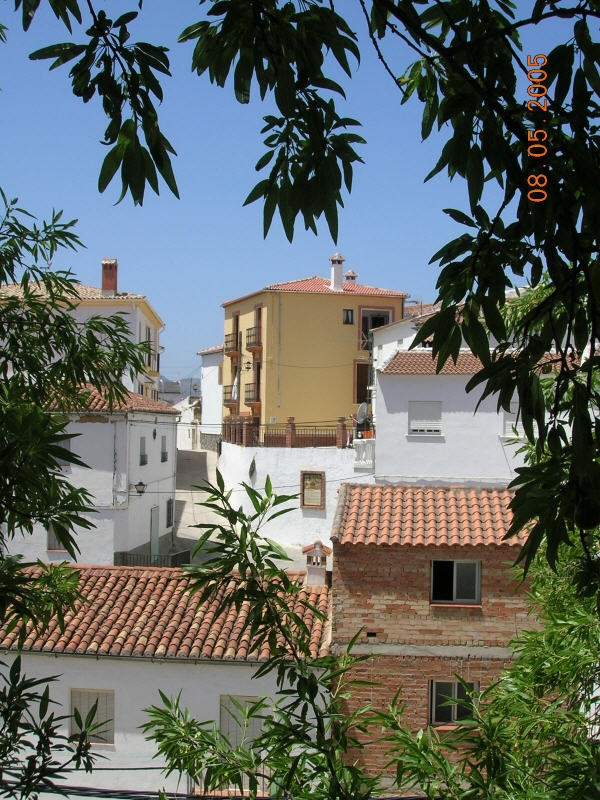
Vista de Faraján

## Turismo
Cuento con varios senderos naturales.